# Deuteronomos citrina
Deuteronomos citrina är en fjärilsart som beskrevs av Edward Alfred Cockayne 1952. Deuteronomos citrina ingår i släktet Deuteronomos och familjen mätare. Inga underarter finns listade i Catalogue of Life.